# 三木英
三木 英（みき ひずる、1958年1月1日 - ）は、日本の宗教社会学者。相愛大学人文学部客員教授。博士（人間科学／大阪大学）。
専門は宗教集団論・組織論、大都市近郊民俗宗教の研究、震災後の宗教と社会の研究、宗教的ニューカマーの研究。
「宗教と社会」学会会長（2007-2009）、日本宗教学会理事、公益財団法人・国際宗教研究所常務理事。宗教文化教育推進センター運営委員。

## 来歴
兵庫県姫路市生まれ。大阪大学人間科学部卒業。大阪大学大学院人間科学研究科博士後期課程単位取得満期退学。
高知女子大学保育短期大学部、英知大学文学部、大阪国際大学を経て、2023年より相愛大学（客員）。

## 研究
宗教社会学理論研究と調査研究を行う。
理論面では宗教集団・宗教組織の類型化と類型間移動のモデル構築を行い、『宗教集団の社会学』（北海道大学出版会、2014）に結実させている。M.ヴェーバー、E.トレルチ、R.ニーバーらによるキリスト教準拠の類型論（チャーチ-セクト-デノミネーション論）とは異なる通文化的適用の可能な類型論を、R.スターク＆W.ベインブリッジによるカルト論にインスパイアされ、展開したものである。
調査研究面では三つのフィールドで成果を発表している。大都市近郊の民俗宗教の聖地＝生駒をフィールドとするのが第一のもので、宗教社会学の会編『生駒の神々』（創元社、1985）の刊行によって脚光を浴びた生駒山系の民俗宗教的営為の、時を経ての変容を活写した『聖地再訪生駒の神々』（創元社、2012）は三木が主導したものである。
第二のフィールドは大震災被災地である。被災によって傷ついた社会で宗教に何ができるのかを主題とした調査からは『復興と宗教』（東方出版、2001）と『宗教と震災』（森話社、2015）が生まれている。この仕事の中で三木が強調したのは宗教の持つ力である。大地震で傷ついた人と社会を癒すために被災地伝来の祭りの力が活用され、新たに巡礼に匹敵する宗教行事が創出されたことを三木は明らかにし、宗教儀礼の力に後押しされて被災者が復興に向け歩を進める姿を描く。また被災者や支援者たちを連帯させる聖なる信念について論じており、それはE.デュルケムによる「人間崇拝」論を援用したものである。さらに『被災記憶と心の復興の宗教社会学』（明石書店、2020）では、被災記憶の継承にあたって慰霊・追悼の行事が重要であること、犠牲者に対して残された者（サバイバー）の抱く罪意識・悔いの感情が慰霊・追悼行動に向かわせることを論じている。これもまた、記憶の継承において発揮される宗教の力に着目したものである。
第三のフィールドは1990年以降に国内に設立されたニューカマーたちの宗教施設である。調査の成果は『日本に生きる移民たちの宗教生活』（ミネルヴァ書房、2012）、『異教のニューカマーたち』（森話社、2017）、『ニューカマー宗教の現在地』（七月社、2024）にまとめられている。イスラームのマスジド（モスク）、台湾仏教寺院、ベトナム仏教寺院、フィリピンのキリスト教系新宗教、南米日系人によるキリスト教会等、三木は幅広く論及している。

## 主要著作
- （単著）『宗教集団の社会学―その類型と変動の理論』北海道大学出版会、2014.
- （単著）『宗教と震災―阪神・淡路、東日本のそれから』森話社、2015.
- （単著）『国際理解には宗教がほぼ半分—外国ルーツの隣人を知るために』法蔵館、2024.
- （編著）『復興と宗教―震災後の人と社会を癒すもの』東方出版、2001.
- （編著）『異教のニューカマーたち―日本における移民と宗教』森話社、2017.
- （編著）『被災記憶と心の復興の宗教社会学―日本と世界の事例に見る』明石書店、2020.
- （編著）『ニューカマー宗教の現在地―定着する移民と異教』七月社、2024．
- （共編著）『よくわかる宗教社会学』ミネルヴァ書房、2007.
- （共編著）『日本に生きる移民たちの宗教生活―ニューカマーのもたらす宗教多元化』ミネルヴァ書房、2012.
- （共著）『聖地再訪 生駒の神々―変わりゆく大都市近郊の民俗宗教』創元社、2012.
- （共著）『現代社会を宗教文化で読み解く―比較と歴史からの接近』ミネルヴァ書房、2022.